# Чемпионат мира по трековым велогонкам 1903
Чемпионат мира по трековым велогонкам 1903 года прошёл с 16 по 22 августа в Копенгагене (Дания). Соревнования проводились в двух дисциплинах — в спринте и в гонке за лидером для любителей и для профессионалов отдельно.

## Медалисты

### Профессионалы
| Дисциплина       | Золото             | Серебро      | Бронза            |
| Спринт           | Торвальд Эллегаард | Вилли Аренд  | Гарри Меэрс       |
| Гонка за лидером | Пит Дикентман      | Тадеус Робль | Альфред Гьорнеман |

### Любители
| Дисциплина       | Золото       | Серебро            | Бронза           |
| Спринт           | Артур Рид    | Джеймс Беньон      | Карл Хеллеман    |
| Гонка за лидером | Эдмон Одемар | Витторио Карлеваро | Райнхольд Герцог |